# 波波夫农村居民点
波波夫农村居民点（俄语：Поповское сельское поселение）是俄罗斯联邦伏尔加格勒州库梅尔任斯卡亚区所属的一个农村居民点。其下辖有9个居民点，行政中心为波波夫。据2016年统计，该农村居民点的人口为1291人。